# Nagari Siberambang
Nagari Siberambang is een bestuurslaag in het regentschap Solok van de provincie West-Sumatra, Indonesië. Nagari Siberambang telt 1915 inwoners (volkstelling 2010).